# Centrum Sportu Rekord w Bielsku-Białej
Centrum Sportu Rekord – kompleks sportowy w Bielsku-Białej, w Polsce. Na kompleks składają się: stadion, hala sportowa, boiska treningowe oraz hotel. W bezpośrednim sąsiedztwie kompleksu znajduje się Szkoła Mistrzostwa Sportowego. Z obiektu korzysta klub sportowy Rekord Bielsko-Biała, prowadzący sekcje piłkarskie i futsalu.
Główny stadion kompleksu posiada pełnowymiarowe boisko piłkarskie i może pomieścić 652 widzów. W 2020 roku zlikwidowano starą trybunę nasypową, a w jej miejscu wybudowano nową, opartą na żelbetowej konstrukcji i częściowo zadaszoną. Za trybuną znajduje się hotel, posiadający 49 miejsc noclegowych w 22 pokojach. Od strony wschodniej do hotelu przylega hala sportowa z widownią na 200 osób. W budynku znajduje się również sala rozgrzewkowa, siłownia oraz gabinet odnowy biologicznej. Na terenie kompleksu znajduje się także pełnowymiarowe boisko treningowe ze sztuczną nawierzchnią i oświetleniem, oddane do użytku w 2008 roku jako pierwsze tego typu w regionie. Pomiędzy boiskiem głównego stadionu i pełnowymiarowym boiskiem treningowym znajduje się też małe boisko treningowe o wymiarach 40 × 20 m. We wrześniu 2012 roku tuż obok kompleksu oddano do użytku budynek nowej Szkoły Mistrzostwa Sportowego wraz z kolejnymi dwoma niepełnowymiarowymi boiskami treningowymi. 18 października 2022 roku na tym obiekcie odbył się mecz 1/16 finału Pucharu Polski między Rekordem Bielsko-Biała a Pogonią Szczecin w obecności 850 widzów. Mecz zakończył się wynikiem 3:3, po rzutach karnych wygrała Pogoń (11-12)
Kompleks służy klubowi sportowemu Rekord Bielsko-Biała, prowadzącemu sekcje piłkarskie i futsalu. Klub wydzierżawił kompleks od miasta w 2000 roku, wcześniej obiekt służył m.in. klubowi Start. Na głównym stadionie kompleksu swoje spotkania rozgrywają m.in. drużyny seniorów oraz rezerw Rekordu, a także piłkarki sekcji kobiecej, które w 2021 roku po raz pierwszy w historii awansowały do Ekstraligi. W hali sportowej ośrodka swoje mecze rozgrywa drużyna futsalu Rekordu, jeden z najbardziej zasłużonych zespołów futsalowych w kraju, a także drużyna futsalistek klubu, która w 2018 roku awansowała do Ekstraligi.
Na terenie ośrodka trenowały m.in. drużyny ligowe z Polski i zagranicy, zespoły futsalowe, młodzieżowe reprezentacje Polski w piłce nożnej, a także kadra kobiet. W 2019 roku obiekt był jedną z baz treningowych dla reprezentacji Stanów Zjednoczonych i Ukrainy biorących udział w mistrzostwach świata do lat 20. W hali sportowej kompleksu w 2003 roku pierwsze w historii spotkanie rozegrała reprezentacja Polski w futsalu do lat 20, organizowano w niej również m.in. premierowe turnieje o Mistrzostwo Polski w futsalu młodzieżowców (2001) oraz juniorów (2008).